# Карлов бук
Карлов Бук (нем. Carlsbuche) — красный бук (Fagus sylvatica), объявленный памятником природы в 2003 году. Это ландшафтный знак (пограничное дерево) на административной границе между Мариенхайде и Кирспе, к юго-западу от Беннингхаузена.

## Значение
Несмотря на красивый габитус, бук важен не только как памятник природы сам по себе, но важнее его положение как солитера и особенно как исторического дерева-памятника.

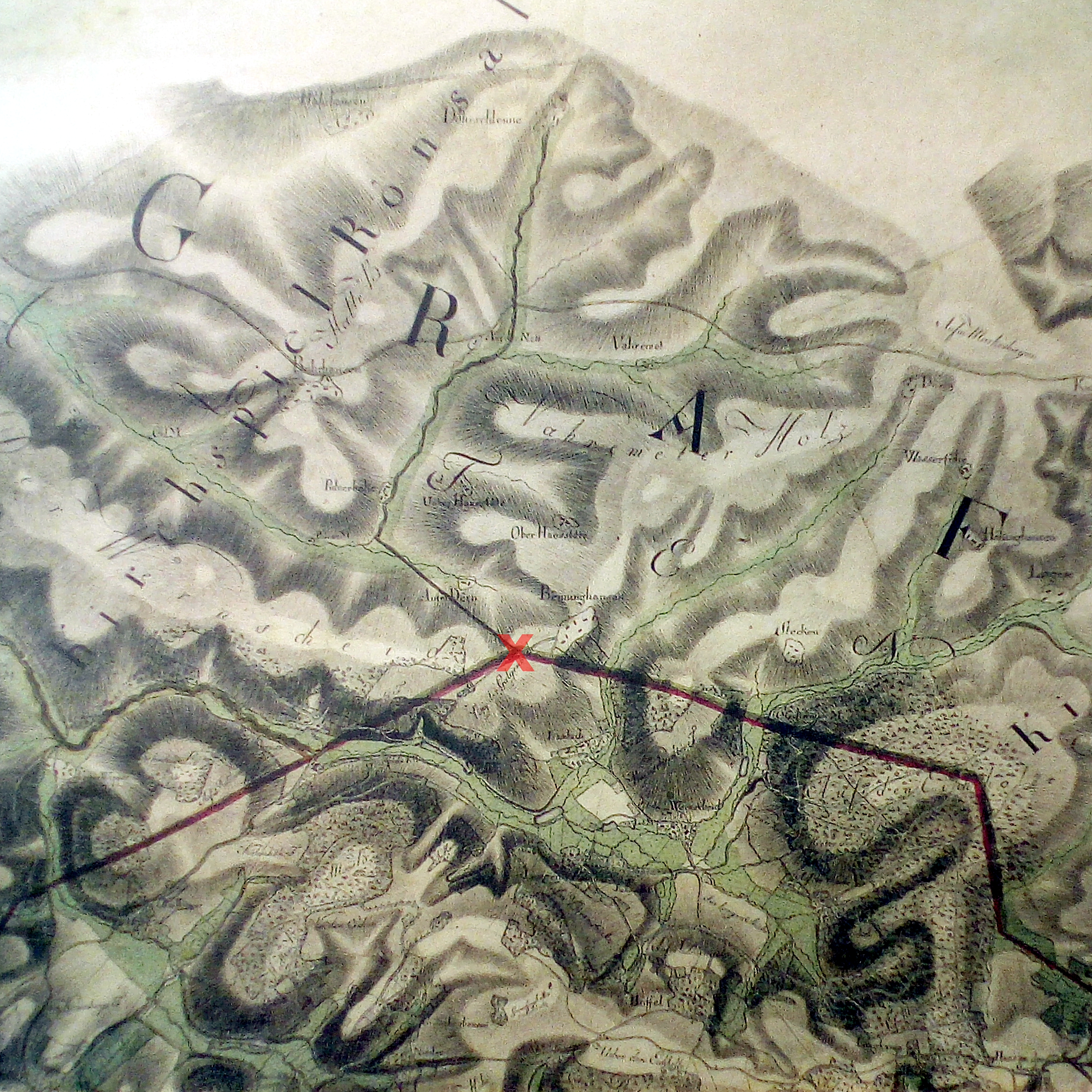
Положение Карлова бука на карте Руммеля (1802 год)

Дерево возвышается на 394 метра над уровнем моря и было специально посажено на стыке исторической границы между графством Марк и герцогством Берг и границей двух церковных приходов Рёнсаль и Кирспе. Как пограничный пункт, он до сих пор отмечает несколько границ:
- между исторической Рейнской областью и Вестфалией;
- между административными округами Кёльна и Арнсберга;
- между административными районами Обербергиш и Меркиш;
- между коммуной Мариенхайде и городом Кирспе;
- между почтовыми регионами Кёльна (51) и Хагена (58);
- между телефонными сетями Мариенхайде (02264) и Кирспе-Рёнсаль (02269).

Кроме того, в этом месте проходит изоглосса линии Бенрата и Вестфальской линии, которая отделяет Восточнобергский диалект Рипуарских диалектов от Зауэрландского диалекта. Например, адвентская выпечка из дрожжевого теста к северо-востоку от Карлова бука называется штутенкерль, а с другой стороны, к юго-западу от бука, — бекман.

## Туризм
Карлов бук является целью многих туристских маршрутов. Кроме того, мимо него проходят два туристских маркированных маршрута:
- Рейнско-Рурский путь X9 из Дортмунда в Кёнигсвинтер[5];
- Кольцевой туристский маршрут Рёнсалера A7 (Rönsahler Rundwanderweg).